# Annibale Visconti
Annibale Visconti, marchese di Borgoratto e Brignano (Milano, 1º novembre 1660 – Milano, 6 marzo 1747), è stato un nobile e generale italiano a cui fu assegnata la carica di Feldmaresciallo dell'Esercito Imperiale.

## Biografia

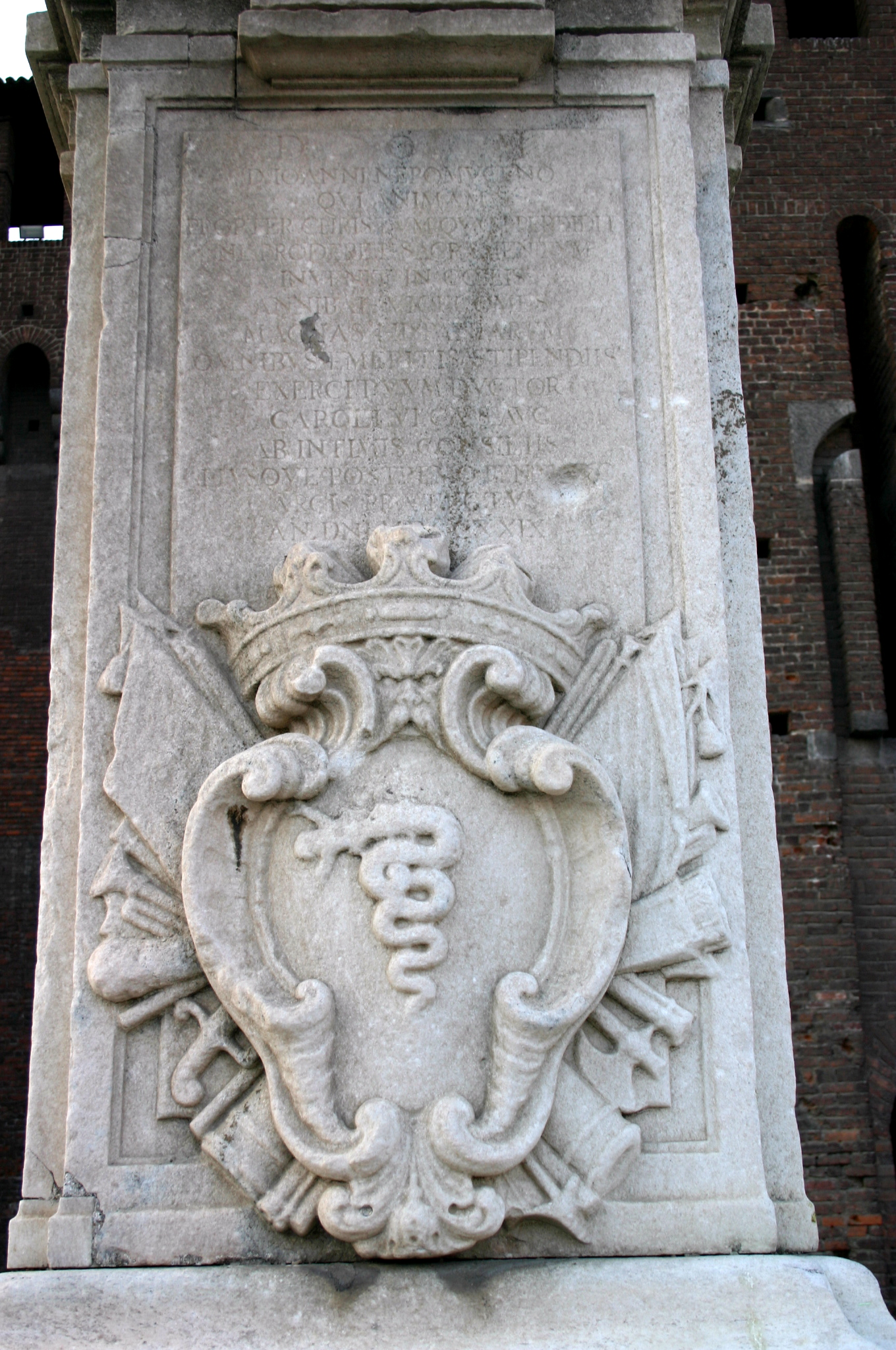
Base del monumento a San Giovanni Nepomuceno eretto nel Castello Sforzesco di Milano: si noti lo stemma e una targa commemorativa di Annibale Visconti

Annibale Visconti, figlio del nobile Alfonso e di sua moglie, Fulvia Arnolfi, era discendente della nobile famiglia dei Visconti di Saliceto, ramo secondario della nota casata dei duchi di Milano, e risiedeva nell'attuale Palazzo Visconti Aimi, in via Filodrammatici, 10. Suo fratello maggiore era Pirro, che fu gran cancelliere del ducato di Milano.
Intrapresa la carriera militare divenne maggiore generale già dal 1700, venendo promosso al grado di tenente maresciallo dal 1704 e generale di cavalleria dal 1706. Nel 1716 venne nominato feldmaresciallo ed ottenne il titolo nobiliare di Grande di Spagna. Dal 1720 divenne consigliere intimo di Carlo VI d'Asburgo.
Ricoprì l'incarico di Castellano di Milano dal 1727 al 1745 e divenne nel contempo anche comandante della Guardia Civica della città e fu il primo che accolse l'Arciduchessa Maria Teresa d'Austria durante il suo viaggio nel Ducato nel 1737. Durante gli anni di castellania fu la massima autorità che si impegnò per rivalutare un monumento importante quale è il Castello Sforzesco, ove nel 1729 fece erigere per conto dell'Imperatore Carlo VI una statua dedicata a san Giovanni Nepomuceno, protettore dell'esercito austriaco, realizzata dallo scultore Giovanni Dugnani e che ancora oggi si può ammirare nel cortile principale del castello. Proprio nel 1729, infatti, il papa Benedetto XIII aveva elevato il Santo agli onori degli altari. Nel 1742, alla morte di suo cugino Galeazzo Visconti di Brignano, deceduto senza eredi, ottenne il titolo di ottavo marchese. Nel 1725, alla morte di suo fratello maggiore Pirro (il cui figlio Alfonso, unico erede, gli era premorto), aveva già ereditato da questi il titolo di marchese di Borgoratto.
Dopo un lungo assedio al Castello Sforzesco, nel 1733 dovette soccombere all'invasione piemontese di Carlo Emanuele III di Savoia, per poi fare ritorno in città nel 1737, recuperando il castello praticamente intatto: la sua guarnigione constava di duemila soldati fissi, 152 cannoni e 3000 quintali di polvere pirica.
A lui venne dedicata l'opera agiografica "Vita del B. Fedele da Sigmaringa svevo dell'ordine de' minori di S. Francesco Cappuccini, protomartire della Sagra Congregazione de Propaganda Fide" di Frate Silvestro da Milano, stamp. Giuseppe Pandolfo Malatesta, Milano, 1729. Il musicista Francesco Asioli gli dedicò un'Aria dei suoi "Concerti armonici per la chitarra spagnuola".
Morì a Milano nel 1747.

## Matrimonio e figli
Il 7 gennaio 1711 sposò Claudia Erba-Odescalchi (15 novembre 1681-26 gennaio 1747), imparentata con il pontefice Beato Innocenzo XI e già vedova di Pompeo Litta, IV marchese di Gambolò. Da questo matrimonio nacquero i seguenti eredi:
- Alberto (1711-testamento: 12 giugno 1778[4]), marchese di Borgoratto, sposò Antonia Eleonora Goldoni Vidoni Ajmo;
- Antonio Eugenio (1713-1788), cardinale titolare di nunziature di rilievo tra cui quella austriaca, Camerlengo, prefetto di congregazioni e ultimo abate commendatario del Monastero San Pietro all'Olmo (MI);
- Fulvia Giuliana (9 giugno 1715-16 aprile 1777[5]), sposò nel 1733 il celebre Anton Giorgio Clerici, marchese di Cavenago, uno dei più ricchi possidenti della milano del Settecento che possedeva tra gli altri uno splendido palazzo a Milano, affrescato dal Tiepolo;
- Alfonso (1716-in battaglia a Grocka 22 luglio 1739), consignore di Brignano, cavaliere dell'Ordine di Malta e Capitano nell'esercito imperiale

## Albero genealogico
|                                                      |   |                    | Genitori         |  |  | Nonni |  |  | Bisnonni                                             |  |  | Trisnonni                                                     |  |
|                                                      |   |                    |                  |  |  |       |  |  | Alfonso Visconti di Saliceto, consignore di Brignano |  |  | Pietro Francesco Visconti di Saliceto, consignore di Brignano |  |
|                                                      |   |                    |                  |  |  |       |  |  | Alfonso Visconti di Saliceto, consignore di Brignano |  |  | Pietro Francesco Visconti di Saliceto, consignore di Brignano |  |
|                                                      |   | Teodora Longhi     |                  |  |  |       |  |  | Alfonso Visconti di Saliceto, consignore di Brignano |  |  |                                                               |  |
| Pirro Visconti di Saliceto, consignore di Brignano   |   |                    |                  |  |  |       |  |  | Alfonso Visconti di Saliceto, consignore di Brignano |  |  |                                                               |  |
|                                                      |   | Margherita Bonetti | …                |  |  |       |  |  |                                                      |  |  |                                                               |  |
|                                                      |   | Margherita Bonetti | …                |  |  |       |  |  |                                                      |  |  |                                                               |  |
|                                                      |   | Margherita Bonetti | …                |  |  |       |  |  |                                                      |  |  |                                                               |  |
| Alfonso Visconti di Saliceto, consignore di Brignano |   | Margherita Bonetti |                  |  |  |       |  |  |                                                      |  |  |                                                               |  |
|                                                      |   | Bartolomeo Albani  | Gabriele Albani  |  |  |       |  |  |                                                      |  |  |                                                               |  |
|                                                      |   | Bartolomeo Albani  | Gabriele Albani  |  |  |       |  |  |                                                      |  |  |                                                               |  |
|                                                      |   | Bartolomeo Albani  | Orsola Guarnieri |  |  |       |  |  |                                                      |  |  |                                                               |  |
| Orsola Albani                                        |   | Bartolomeo Albani  |                  |  |  |       |  |  |                                                      |  |  |                                                               |  |
|                                                      |   | Bartolomea Cologni | Giacomo Cologni  |  |  |       |  |  |                                                      |  |  |                                                               |  |
|                                                      |   | Bartolomea Cologni | Giacomo Cologni  |  |  |       |  |  |                                                      |  |  |                                                               |  |
|                                                      |   | Bartolomea Cologni | …                |  |  |       |  |  |                                                      |  |  |                                                               |  |
| Annibale Visconti                                    |   | Bartolomea Cologni |                  |  |  |       |  |  |                                                      |  |  |                                                               |  |
|                                                      | … | …                  |                  |  |  |       |  |  |                                                      |  |  |                                                               |  |
|                                                      | … | …                  |                  |  |  |       |  |  |                                                      |  |  |                                                               |  |
|                                                      | … | …                  |                  |  |  |       |  |  |                                                      |  |  |                                                               |  |
| Francesco Arnolfi                                    | … |                    |                  |  |  |       |  |  |                                                      |  |  |                                                               |  |
|                                                      |   | …                  | …                |  |  |       |  |  |                                                      |  |  |                                                               |  |
|                                                      |   | …                  | …                |  |  |       |  |  |                                                      |  |  |                                                               |  |
|                                                      |   | …                  | …                |  |  |       |  |  |                                                      |  |  |                                                               |  |
| Fulvia Teresa Arnolfi                                |   | …                  |                  |  |  |       |  |  |                                                      |  |  |                                                               |  |
|                                                      |   | …                  | …                |  |  |       |  |  |                                                      |  |  |                                                               |  |
|                                                      |   | …                  | …                |  |  |       |  |  |                                                      |  |  |                                                               |  |
|                                                      |   | …                  | …                |  |  |       |  |  |                                                      |  |  |                                                               |  |
| …                                                    |   | …                  |                  |  |  |       |  |  |                                                      |  |  |                                                               |  |
|                                                      |   | …                  | …                |  |  |       |  |  |                                                      |  |  |                                                               |  |
|                                                      |   | …                  | …                |  |  |       |  |  |                                                      |  |  |                                                               |  |
|                                                      |   | …                  | …                |  |  |       |  |  |                                                      |  |  |                                                               |  |
|                                                      |   | …                  |                  |  |  |       |  |  |                                                      |  |  |                                                               |  |